# Constantine Andreou
Constantine Andreou, em grego:  Κωνσταντίνος Ανδρέου, (São Paulo, 24 de março de 1917 – Atenas, 8 de outubro de 2007) foi um pintor e escultor grego nascido no Brasil.

## Biografia

### 1917a1945
Filho de imigrantes gregos estabelecidos no Brasil, Constantine iniciou seus trabalhos com escultura e pintura com sete anos, quando sua familia voltou para a Grécia, onde passou a viver na cidade de Atenas.
Ao final da Segunda Guerra Mundial, trabalhou com funilaria e carpintaria de aviões, após haver estudado, em 1925, técnicas de design.
Em 1935, graduou-se em artes. No mesmo ano, iniciou seus trabalhos com esculturas, onde mais tarde seria apontado pela crítica ateniense como um proeminente escultor.

### França,1945a2002
Ja na França em 1947, Andreou criou uma nova técnica de pintura. Esta nova técnica propiciou um novo rumo para expressões artísticas completamente diferentes das tradições daquela época.
Um dos mais significativos impactos de Andreou na arte foi sua expressão desenvolvida na amizade com Le Corbusier. O primeiro encontro deu-se em 1947 e o primeiro trabalho saiu em 1953. Em certo tempo, Le Corbusier perguntou a Andreou: "Onde você aprendeu a trabalhar dessa maneira?" e Andreou respondeu "Eu sou um grego, eu carrego o conhecimento dentro de mim."

### Retorno à Grécia,2002a2007
Com a saúde debilitada, morreu em outubro de 2007, em sua casa em Atenas.

## Legado
Em 2004, Andreou criou a fundação "Costas Andreou Foundation" com o governo local para promover seus trabalhos sobre suas esculturas e pinturas pelo mundo. A fundação também recolhe jovens e iniciantes artistas. O primeiro time de artista formou-se em março de 2008.
Em abril de 2009, uma exposição mostra uma retrospectiva de seu trabalho pela fundação Evgenidio Foundation em Atenas, na Grécia.

## Prêmios
- Gran Prix d'Antoine Pevsner, 1998[1]
- Croix de Chevalier de la Légion d'honneur, 2000[2]
- Officier de l'Ordre des Arts et des Lettres, 2005[5]

## Trabalhos
Seus trabalhos podem ser vistos em diversas partes do mundo, como América do Norte e Ásia. Andreou também participou de diversas bienais de artes, como Antuérpia, Paris, Veneza.

## Leituras
- «Institut Francais d' Athenes» on CultureGuide.gr (invalid as of January 2007 - site deactivated as per )
- ΑΝΔΡΕΟΥ ζωγραφική αναδρομική 1950–1992 (em grego). [S.l.]: Municipality of Thessaloniki, Greece - Vafopoulio Cultural Center - Dimitria 27. 1992
- Max Crose & Jean Goldman (1970). «Numėro special, Exposition Andrèou». Almanach (em francês) (61)
- Andreou. Geneva, Switzerland: Cailler. 1959
- B. Trėhet (19 de março de 1991). «A.C.A.M. XVIe salon». Chateau du Logis a Brėcey
- Ν. Καλλονάς (19 de junho de 1942). «Πως Ζουν Οι Παλιοί Και Οι Μοντέρνοι Ζωγράφοι». Athens. Βραδυνή (em grego)
- «Η Έκθεση Τέχνης Στην Αθήνα». Athens (em grego). 23 de junho de 1942
- Armando Pacheco Alues (12 de dezembro de 1952). «Una visita a Constantin Andréou». Amanha (em espanhol)
- G. Dormand (4 de junho de 1953). «Jeune sculpture, jeunes sculpteurs au musée Bourdelle». Paris. Libération (em francês)
- A. Vignaud (7 de junho de 1953). «Dans les jardins de Musée Bourdelle: la femme au salon de la jeune sculpture». Paris. Le Matin dimanche (em francês)
- Y. Jean (1953). «Flagrantes». São Paulo Magazine
- M. Marseille (3 de maio de 1954). «Les expositions». La Vie Judiciaire (em francês)
- J. Mosellan (4 de maio de 1954). «Les expositions». Aux Écoutes du Monde (em francês)
- Y. Jean (1954). «Flagrantes». São Paulo Magazine (9)
- «Un artistio grego expose no rio». A Noite Ilustrada. 12 de outubro de 1954
- R. Kiehl (2 de agosto de 1956). «Andréou». Les Dernières Nouvelles d'Alsace (em francês)
- J. Cartier (15 de outubro de 1956). «Les expositions». Combat (em francês)
- A. Marc (2 de abril de 1958). «Un sculpteur grec a Paris: Andréou». La Lanterne (em francês)